# Мурзенко Володимир Григорович
Мурзенко Володимир Григорович (26 квітня 1937 — 1 грудня 2017) — начальник дільниці АТ Шахта «Червоний партизан».

## Біографія
Народився 26 квітня 1937 (с. Провалля, Свердловський район, Луганська область).
Освіта: Кадіївський гірничий технікум, гірничий електромеханік.
Служив в армії. Працював слюсарем з ремонту на шахті «Червоний партизан». З 1960 — на збагач. фабриці «Червоний партизан». 1962-64 — електрослюсар, 1964-67 — механік дільниці, 1968 — гірник очисного вибою, 1969 — змінний механік, механік дільниці, з 1970 — начальник дільниці, бригадир комплексної бригади шахти «Червоний партизан» «Свердловантрациту» (Луганська область).
Помер 1 грудня 2017 року в Довжанську.

## Нагороди
- Звання Герой України з врученням ордена Держави (19 грудня 2001) — за самовіддану шахтарську працю, досягнення найвищих у вугільній галузі показників з видобутку вугілля[2]
- Орден «За заслуги» II ст. (26 серпня 2004) — за високий професіоналізм, значний особистий внесок у формування та реалізацію пріоритетних напрямів інноваційної діяльності у вугільній промисловості[3]
- Орден «За заслуги» III ст. (11 лютого 1999) — за дострокове виконання завдань 1998 року по видобутку вугілля, значний особистий внесок у підвищення ефективності виробництва[4]
- Герой Соціалістичної Праці (31 грудня 1973)
- Ордени Леніна, Жовтневої революції, Дружби народів
- Заслужений шахтар України
- Знаки «Шахтарська доблесть» I, II, III ст., «Шахтарська слава» I, II, III ст.
- Лауреат премії Ленінського комсомолу